# Jacksonburg (Virginia Occidental)
Jacksonburg es un lugar designado por el censo ubicado en el condado de Wetzel en el estado estadounidense de Virginia Occidental. En el Censo de 2010 tenía una población de 182 habitantes y una densidad poblacional de 46,82 personas por km².

## Geografía
Jacksonburg se encuentra ubicado en las coordenadas 39°31′50″N 80°38′26″O / 39.53056, -80.64056. Según la Oficina del Censo de los Estados Unidos, Jacksonburg tiene una superficie total de 3.89 km², de la cual 3.84 km² corresponden a tierra firme y (1.33%) 0.05 km² es agua.

## Demografía
Según el censo de 2010, había 182 personas residiendo en Jacksonburg. La densidad de población era de 46,82 hab./km². De los 182 habitantes, Jacksonburg estaba compuesto por el 100% blancos, el 0% eran afroamericanos, el 0% eran amerindios, el 0% eran asiáticos, el 0% eran isleños del Pacífico, el 0% eran de otras razas y el 0% pertenecían a dos o más razas. Del total de la población el 0% eran hispanos o latinos de cualquier raza.